# Piquet (punition)

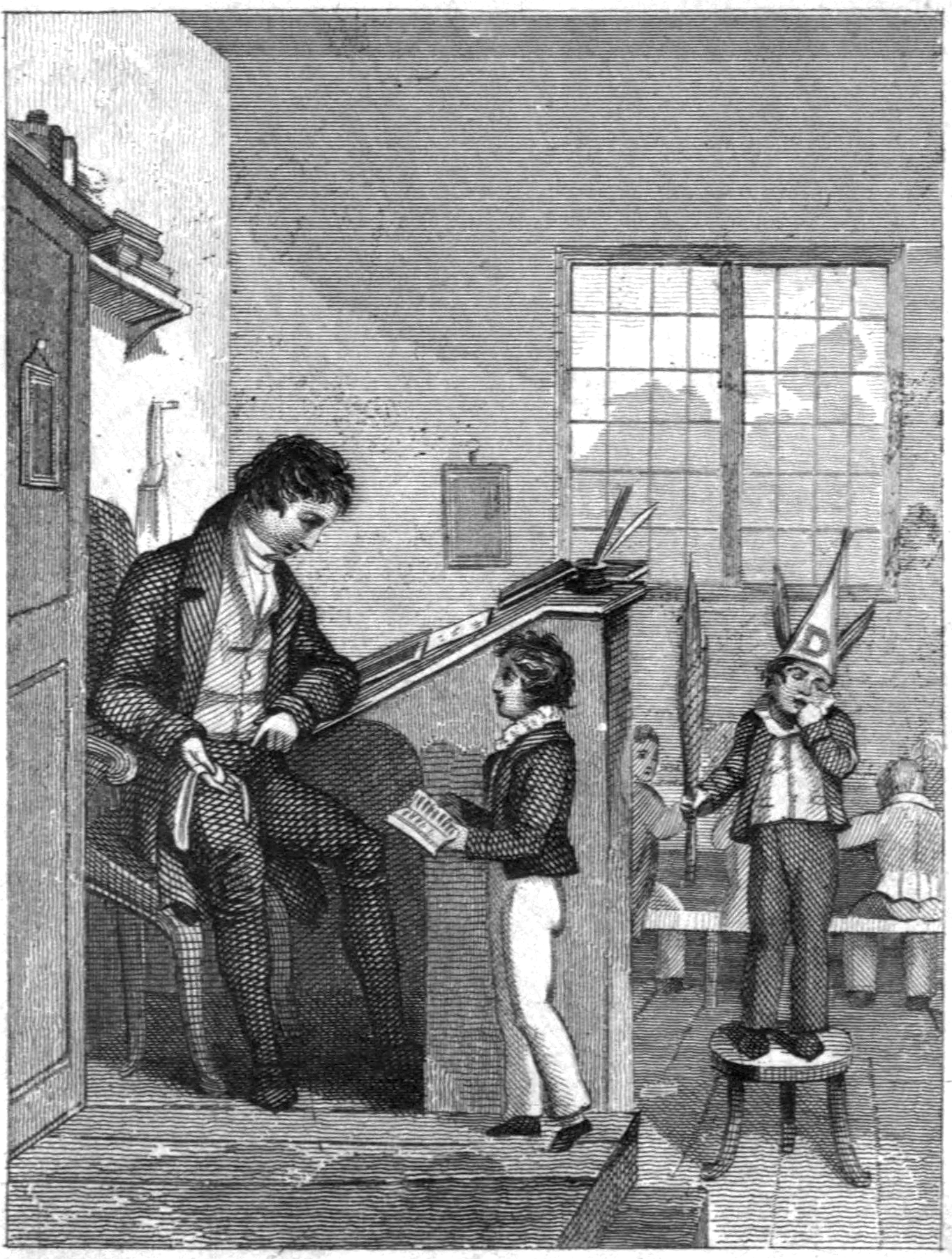
Le bon élève et le mauvais, gravure de 1828. Le mauvais élève est au piquet sur un tabouret et porte un bonnet d'âne.

Le piquet était un châtiment militaire qui consistait à faire passer à l'individu puni deux heures debout, le pied posé sur un piquet.
Par analogie, le piquet était une punition scolaire contraignant les enfants à se tenir debout et immobile, pendant un certain temps, dans un coin de la classe ou de la cour,. Cette sanction est souvent appelée mettre au coin ou parfois désigné par l’anglicisme time-out. L'efficacité de cette punition sur l'enfant est l'objet de débats,,,,.